# António de Jesus
|  | Dieser Artikel wurde aufgrund von akuten inhaltlichen oder formalen Mängeln auf der Qualitätssicherungsseite des Portals Christentum eingetragen. Bitte hilf mit, die Mängel dieses Artikels zu beseitigen, und beteilige dich bitte an der Diskussion. |

António de Jesus (gestorben um 1722) war ein Portugiese, der im Iran der Safawiden im späten 17. und frühen 18. Jahrhundert Karriere machte. Ursprünglich war er Augustinermönch und Missionar, konvertierte aber während der frühen Herrschaft von Schah Sultan Hosein (reg. 1694–1722) zum schiitischen Islam und nahm den Namen Aliqoli Jadid-ol-Eslam an. Später wurde er ein Apologet des Schiitentums sowie ein bedeutender Polemiker gegen Christentum, Sufismus, Judentum, Sunnitentum, Philosophen und Antinomisten. Darüber hinaus diente er nach seiner Konversion als offizieller Dolmetscher (auch als Dragoman bekannt) am königlichen Hof in Isfahan. Aliqoli Jadid-ol-Eslam war einer der Konvertiten im Iran des späten 17. Jahrhunderts, die „dazu beitrugen, den Konservatismus der Majlesi zu bekräftigen“.